# Sitio de Apia
El Sitio de Apia, o la Batalla de Apia, ocurrió durante la Segunda guerra civil de Samoa en marzo de 1899 en Apia. Las fuerzas de Samoa leales a Malietoa Tanumafili I fueron asediadas por una fuerza mayor de rebeldes samoanos leales a Mata'afa Iosefo. Apoyando a Malietoa había grupos de desembarco de cuatro buques de guerra del Británico y de Americano. En el transcurso de varios días de lucha, los rebeldes samoanos fueron derrotados.

## Antecedentes
Los seguidores de Mata'afa Iosefo recibieron el apoyo de Alemania. En enero de 1899, Malietoa Tanumafili I fue exiliado por los mataafanos, lo que provocó una respuesta de la Marina de los Estados Unidos y de la Marina Real. El contralmirante Albert Kautz del  crucero USS Philadelphia llegó primero, el 13 de marzo, y mantuvo una reunión con los diferentes oficiales allí presentes. Al no acordar ninguna solución, se desembarcó un grupo en tierra y se ordenó a los seguidores de Mataafa que abandonaran Apia y regresaran a sus pueblos. En lugar de seguir esta orden, los Mataafa se retiraron de la ciudad, pero sólo a las afueras, donde empezaron a desalojar a la población europea y americana de sus hogares. Los refugiados empezaron a huir a Apia, donde ocuparon casas a lo largo de la costa, bajo la protección de los cañones navales. El crucero británico HMS Porpoise y la corbeta HMS Royalist fueron desplegados en Apia; marineros e infantes de marina de estos dos buques también fueron desembarcados para la protección de la ciudad.

## El sitio
El 15 de marzo, el contralmirante Kautz envió a los mataafa otro mensaje, esta vez exigía que los mataafa abandonaran las afueras de la ciudad. Este mensaje fue ignorado y en su lugar Mata'afa Iosefo aumentó el número de sus hombres alrededor de Apia y atacó. Los comandantes británicos y estadounidenses estimaron que un total de más de 4000 guerreros rebeldes armados con 2500 rifles se les oponían. En el transcurso del asedio participaron unos 260 militares británicos y estadounidenses, que lucharon con unos 2000 guerreros samoanos amigos. Apia se refería al asentamiento principal que estaba rodeado por varios pueblos cercanos. Los americanos tenían el Hotel Tivoli en Apia, que fue utilizado como su puesto de mando, también se colocaron centinelas en los consulados que estaban bastante aislados según los informes y en su mayoría rodeados por la densa selva. A las 12:30 de la mañana, los mataafanos se abalanzaron sobre los consulados británico y estadounidense custodiados por marineros e infantes de marina al mando del teniente Guy Reginald Archer Gaunt del HMS Porpoise y el capitán M. Perkins de los  Marines de Estados Unidos. Aunque los británicos y los estadounidenses mantuvieron el fuego, los samoanos se retiraron al darse cuenta de que la  guarnición de Apia estaba en alerta máxima y preparada para la batalla.

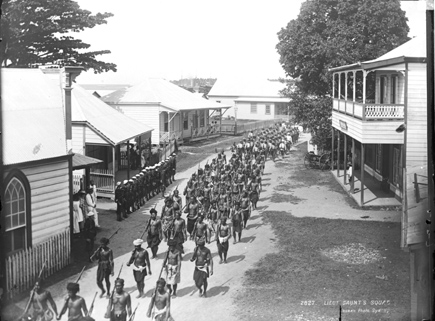
Leales de Samoa y militares estadounidenses en Apia, marzo de 1899.

Poco antes de las 13.00 h, se avistaron embarcaciones rebeldes frente a Vaiusu y se pensó que estaban atacando a los refugiados samoanos en el pueblo de Mulinuu. En ese momento, Kautz fue informado del asalto a los consulados, por lo que dio la orden de abrir fuego sobre las embarcaciones y sobre el frente de Mataafa. Los tres buques de guerra británicos y estadounidenses empezaron a bombardear los barcos y las afueras de Apia hasta las 17:00 horas, cuando el HMS Porpoise se desprendió solo para bombardear los pueblos de Vaiusu y Vaimoso. Ese día se hundieron varios barcos y se gastaron cientos de proyectiles. Los mataafanos decidieron atacar el hotel estadounidense la noche siguiente, el 15 de marzo. Durante este asalto, los rebeldes samoanos avanzaron precipitadamente y capturaron temporalmente una pieza de artillería de 7 libras antes de ser rechazados por el fuego de la guarnición y de los buques de guerra. Un centinela estadounidense murió junto con tres británicos, y se desconocen las bajas samoanas. A partir de entonces y hasta el final del asedio, los combates adoptaron la forma de francotiradores y escaramuzas. El ejército de Mataafa siguió ocupando las afueras de Apia y muchos de los pueblos de los alrededores. Así, las fuerzas aliadas llegaron a la conclusión de que debían combinar sus fuerzas y atacar la primera línea de Mataafa o donde estuvieran en gran número. Enfrentándose a los rebeldes en una acción decisiva, se verían obligados a abandonar el asedio.
El 24 de marzo, el crucero HMS Tauranga al mando del capitán Leslie Creery Stuart llegó a Apia, el capitán Stuart entonces tomó el mando de las operaciones navales británicas en Samoa. El compromiso final ocurrió el 30 de marzo cuando los británicos, los estadounidenses y los leales a Samoa marcharon hacia el sur para enfrentarse a Mataafa. A tres millas al sur de Apia, los aliados bajo el mando del teniente Gault atacaron y derrotaron a una gran fuerza rebelde. Se contaron veintisiete Mataafa muertos con una pérdida de tres británicos más, un marinero americano y un guerrero samoano, y varios otros fueron heridos. Después de esto, los rebeldes se retiraron a su principal bastión de Vailele, al sureste de Apia. Durante el asedio, el consulado alemán fue alcanzado por el fuego de los proyectiles y, posteriormente, sus ocupantes protestaron por el uso de la fuerza estadounidense y británica en Samoa.

## Consecuencias

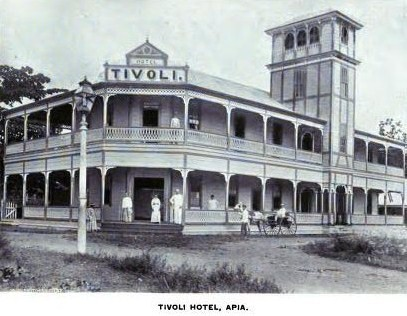
Tivoli Hotel in 1896, an American post during the siege.

Tras el asedio de Apia, los leales a Samoa, los británicos y los estadounidenses comenzaron las operaciones contra Vailele. El 1 de abril, una expedición de unos 250 hombres se dirigió al asentamiento, apoyada por el HMS Royalist. Dos aldeas fueron quemadas en el camino, y el Royalist bombardeó las fortificaciones de Vailele. Pero cuando la expedición se acercó a la ciudad, una fuerza superior de mataafanos les tendió una emboscada y los derrotó. El 13 de marzo, los rebeldes atacaron la línea de frente británica y samoana en las afueras de Vailele. En esta batalla los matafianos fueron rechazados. El 17 de marzo, la se enfrentó a los aliados en Vailele por tercera y última vez. Los leales británicos y samoanos, con la ayuda de una pequeña fuerza de estadounidenses, capturaron uno de los dos fuertes de Vailele, pero se vieron obligados a retirarse poco después. Durante esta acción el USS Philadelphia y los buques de guerra británicos bombardearon el puerto.
La tercera batalla en Vailele se convirtió en el último compromiso importante de la guerra. Tras ella, los aliados declararon que mientras los mataafanos se mantuvieran fuera de Apia, no actuarían contra ellos. Una escaramuza más tuvo lugar el 25 de abril cuando los mataafanos atacaron a una patrulla de marinos estadounidenses en las afueras de Apia, pero los rebeldes fueron expulsados.